# Culicoides cambodiensis
Culicoides cambodiensis är en tvåvingeart som beskrevs av Chu 1986. Culicoides cambodiensis ingår i släktet Culicoides och familjen svidknott. Inga underarter finns listade i Catalogue of Life.